# Rorippa alpina
Rorippa alpina là một loài thực vật có hoa trong họ Cải. Loài này được (S. Watson) Rydb. miêu tả khoa học đầu tiên năm 1900.